# Smal djävulstunga
Smal djävulstunga eller guldtoppskaktus (Ferocactus wislizenii) är en suckulent art inom växtsläktet ferocactus och familjen kaktusväxter. I Australien kallas denna för "Barrel Cactus", vilket kanske borde ge den ett mer passande svenskt namn som "Cylinderkaktus".